# مروج (لبنان)
مروج (به عربی: مروج) یک منطقهٔ مسکونی در لبنان است که در شهرستان المتن واقع شده‌است. مروج ۱٬۲۲۰ متر بالاتر از سطح دریا واقع شده‌است.